# Cercospora sonchi
Cercospora sonchi är en svampart som beskrevs av Chupp 1954. Cercospora sonchi ingår i släktet Cercospora och familjen Mycosphaerellaceae.   Inga underarter finns listade i Catalogue of Life.